# ليس الغريب
لَيْسَ الغَرِيْبُ هِيَ قَصِيْدَةٌ قَاْلَهَا عَلِّيٌ السَّجَّادُ ابْنُ الإِمَامِ الحُسَيْنِ، وَوَالِدُ مُحَمَّدٍ البَاقِرِ.

## قائل القصيدة
علي بن الحسين بن علي بن أبي طالب بن عبد المطلب بن هاشم بن عبد مناف بن قصي بن كلاب بن مرة بن كعب بن لؤي القرشي الهاشمي، والد الإمام محمد الباقر وإخوته زيد بن علي وعبد الله والحسين. وُلد في المدينة ونشأ بها.